# Julia Meimberg
Julia Meimberg ist eine deutsche Drehbuchautorin.

## Leben
Sie ist die Schwester von Drehbuchautor, Regisseur und Produzent Manuel Meimberg. Seit den 2000er Jahren tritt sie als Drehbuchautorin für verschiedene Fernsehserien in Erscheinung.

## Filmografie (Auswahl)
- 2002–2013: Verbotene Liebe (2004 als Storylinerin, 2011–2013 als Writer Producer)
- 2015: Block B – Unter Arrest
- 2016–2018: Spotlight (Headautorin)
- 2016–2023: Bettys Diagnose
- 2018: Gute Zeiten, schlechte Zeiten
- 2019–2020: Nachtschwestern
- 2020: Sunny – Wer bist du wirklich?
- 2021: Even Closer – Hautnah[1]
- 2017–2023: SOKO Leipzig